# Elektryfikacja kolei
Elektryfikacja kolei – wprowadzenie trakcji elektrycznej na liniach kolejowych
Pierwszy na świecie pojazd trakcyjny o napędzie elektrycznym z doprowadzeniem energii elektrycznej z izolowanej szyny uruchomiono w 1879 r. na Wystawie Rzemiosł w Berlinie.

## Elektryfikacja kolei w Polsce
Początki elektryfikacji na obecnym terenie Polski datować można na 1914 r., kiedy to rozpoczęto elektryfikację Śląskiej Kolei Górskiej. W 1918 r. prof. Roman Podoski przygotował projekt elektryfikacji warszawskiej linii średnicowej, co później rozszerzono na cały węzeł warszawski. Pierwsze 110 km linii elektrycznej oddano do użytku w grudniu 1937 r.
| Rok                     | Ogółem | Zelektryfikowane | Zelektryfikowane | Niezelektryfikowane | Niezelektryfikowane |
| Rok                     | Ogółem | Liczba           | Udział           | Liczba              | Udział              |
| ----------------------- | ------ | ---------------- | ---------------- | ------------------- | ------------------- |
| 1950                    | 22 500 | 0 200            | 00,9%            | 22 300              | 99,1%               |
| 1960                    | 23 200 | 01 000           | 04,3%            | 22 200              | 95,7%               |
| 1970                    | 23 300 | 03 900           | 16,7%            | 19 400              | 83,3%               |
| 1980                    | 24 400 | 06 900           | 28,3%            | 17 500              | 71,7%               |
| 1990                    | 24 000 | 11 400           | 47,5%            | 12 600              | 52,5%               |
| 1993                    | 23 300 | 11 500           | 49,4%            | 11 800              | 50,6%               |
| 1994                    | 22 900 | 11 600           | 50,7%            | 11 300              | 49,3%               |
| 1995                    | 22 600 | 11 600           | 51,3%            | 11 000              | 48,7%               |
| 1996                    | 22 300 | 11 600           | 52,0%            | 10 700              | 48,0%               |
| 1997                    | 22 300 | 11 600           | 52,0%            | 10 700              | 48,0%               |
| 1998                    | 22 100 | 11 600           | 52,5%            | 10 500              | 47,5%               |
| 1999                    | 21 900 | 12 000           | 54,8%            | 09 900              | 45,2%               |
| 2000                    | 21 600 | 11 900           | 55,1%            | 09 700              | 44,9%               |
| 2001                    | 20 100 | 12 000           | 59,7%            | 08 100              | 40,3%               |
| 2002                    | 20 700 | 12 200           | 58,9%            | 08 500              | 41,1%               |
| 2003                    | 20 300 | 12 200           | 60,1%            | 08 100              | 39,9%               |
| 2004                    | 19 900 | 12 000           | 60,3%            | 07 900              | 39,7%               |
| zmiana sposobu liczenia |        |                  |                  |                     |                     |
| 2005                    | 19 800 | 11 900           | 60,1%            | 07 900              | 39,9%               |
| 2006                    | 19 800 | 11 900           | 60,1%            | 07 900              | 39,9%               |
| 2007                    | 19 800 | 11 900           | 60,1%            | 07 900              | 39,9%               |
| 2008                    | 20 000 | 11 900           | 59,5%            | 08 100              | 40,5%               |
| 2009                    | 20 200 | 12 000           | 59,4%            | 08 200              | 40,6%               |
| 2022                    | 19 393 | 12 126           | 62,53%           | 7 267               | 37,47%              |

Źródła: 
Linie kolejowe w Polsce zasilane są napięciem stałym 3 kV DC.
Długość zelektryfikowanych linii kolejowych w Polsce, będących w eksploatacji wszystkich zarządców infrastruktury (zarówno normalnotorowych, jak i szerokotorowych) wyniosła w 2021 r. 12 156 km. 4078 km stanowiły linie jednotorowe, a 8078 km linie dwutorowe.
Udział linii zelektryfikowanych w ogóle długości eksploatowanych linii w Polsce wyniósł 62,9%.
Długość zelektryfikowanych linii jednotorowych wyniosła 39,2% ogólnej długości linii jednotorowych (10 394 km). W przypadku linii dwutorowych udział ten wyniósł 90% (8078 km linii zelektryfikowanych z 8931 km linii dwutorowych).
W najmniejszym stopniu linie kolejowe zelektryfikowane były w województwie podlaskim – 29,32%, zaś w największym w województwach: śląskim – 92,09% i łódzkim – 91,03%.